# تشارلز أنتوني شوت
تشارلز أنتوني شوت (بالألمانية: Carl Anton Schott)‏ (بالإنجليزية: Charles Anthony Schott)‏ هو عالم أرصاد أمريكي وألماني، ولد في 1 أغسطس 1826 في مانهايم في ألمانيا، وتوفي في 31 يوليو 1901 في واشنطن العاصمة في الولايات المتحدة.